# Prima Divizie a Argentinei
Prima Divizie a Argentinei (în spaniolă Primera División) este prima ligă de fotbal din Argentina și este organizată de Federația Argentiniană de Fotbal. A fost fondată în 1893 în acest moment fiind 26 de echipe în prima divizie.
Campionatul argentinian de fotbal este considerat ca fiind unul dintre cele mai puternice din lume.Echipele din Argentina au câștigat Copa Libertadores, Copa Sudamericana și defuncta Cupa Intercontinentală mai mult decât orice altă țară.
River Plate este cea mai de succes echipă din istoria Argentinei cu 36 de titluri câștigate.

## Format
Cele 26 de echipe joacă două campionate pe an primul este Clausura care ține din februarie până în iunie și Apertura care ține din august până în decembrie.În Argentina nu se joacă în Cupă.
Numele competițiilor înseamnă: "Clausura" (Închidere) iar "Apertura" (Deschidere).Acest nou format a fost introdus în 1990 și a fost preluat de mai multe țări din America.

## Echipele sezonului 2024
| Club                    | Oraș                | Stadion                             | Capacitate |
| ----------------------- | ------------------- | ----------------------------------- | ---------- |
| Argentinos Juniors      | Buenos Aires        | Diego Armando Maradona              | 26,000     |
| Atlético Tucumán        | Tucumán             | Monumental José Fierro              | 35,200     |
| Banfield                | Banfield            | Florencio Sola                      | 34,901     |
| Barracas Central        | Buenos Aires        | Claudio "Chiqui" Tapia              | 4,400      |
| Belgrano                | Córdoba             | Julio César Villagra                | 35,000     |
| Boca Juniors            | Buenos Aires        | Alberto J. Armando                  | 57,200     |
| Central Córdoba (SdE)   | Santiago del Estero | Único Madre de Ciudades             | 30,000     |
| Central Córdoba (SdE)   | Santiago del Estero | Alfredo Terrera                     | 16,000     |
| Defensa y Justicia      | Florencio Varela    | Norberto "Tito" Tomaghello          | 12,000     |
| Deportivo Riestra       | Buenos Aires        | Guillermo Laza                      | 3,000      |
| Estudiantes (LP)        | La Plata            | Jorge Luis Hirschi                  | 30,000     |
| Gimnasia y Esgrima (LP) | La Plata            | Juan Carmelo Zerillo                | 24,544     |
| Godoy Cruz              | Godoy Cruz          | Feliciano Gambarte                  | 14,000     |
| Godoy Cruz              | Godoy Cruz          | Malvinas Argentinas                 | 42,000     |
| Huracán                 | Buenos Aires        | Tomás Adolfo Ducó                   | 48,314     |
| Independiente           | Avellaneda          | Libertadores de América             | 52,853     |
| Independiente Rivadavia | Mendoza             | Bautista Gargantini                 | 24,000     |
| Instituto               | Córdoba             | Presidente Perón                    | 26,535     |
| Lanús                   | Lanús               | Ciudad de Lanús - Néstor Díaz Pérez | 46,619     |
| Newell's Old Boys       | Rosario             | Marcelo Bielsa                      | 38,095     |
| Platense                | Florida Este        | Ciudad de Vicente López             | 28,530     |
| Racing                  | Avellaneda          | Presidente Perón                    | 55,389     |
| River Plate             | Buenos Aires        | Mâs Monumental                      | 83,196     |
| Rosario Central         | Rosario             | Gigante de Arroyito                 | 41,654     |
| San Lorenzo             | Buenos Aires        | Pedro Bidegain                      | 39,494     |
| Sarmiento (J)           | Junín               | Eva Perón                           | 19,000     |
| Talleres (C)            | Córdoba             | Mario Alberto Kempes                | 57,000     |
| Tigre                   | Victoria            | José Dellagiovanna                  | 26,282     |
| Unión                   | Santa Fe            | 15 de Abril                         | 22,852     |
| Vélez Sarsfield         | Buenos Aires        | José Amalfitani                     | 45,540     |

## Promovări și retrogradări
La finalul fiecărui sezon, două echipe cu cele mai proaste trei clasări din ultimii trei ani sunt retrogradate, iar primele două din a doua divizie sun promovate. Echipele plasate pe locurile 17 și 18 joacă în play-off, împotriva echipelor de pe locul 3 și 4 din a doua divizie în două manșe, iar cea care promovează este decisă după cele două manșe, fără regula golului în deplasare. În caz de egalitate fiecare se întoarce în liga de origine. Din cauza aceasta numărul de echipe promovate variază în fiecare an de la două la patru. Noilor promovate li se calculează media de la ultima promovare.
Acest sistem cu media a fost introdus în 1983 la doi ani după ce San Lorenzo au fost retrogradați în 1981.În acel an River Plate a terminat pe locul 18 din 19 echipe și ar fi retrogradat dacă ar fi fost sistemul vechi.Racing Club și Nueva Chicago au fost primele echipe care au retrogradat după ce a fost introdus acest nou sistem. Boca Juniors se chinuia la acea vreme având un sezon mai negru în 1984.Aceste lucruri i-a făcut pe mulți să creadă ca acest nou sistem a fost introdus pentru ca cele mai mari cinci echipe din campionatul Argentinei să nu mai retrogradeze ,chiar așa întâmplându-se cele cinci cluburi considerate ca fiind cele mai mari nu au mai retrogradat din 1983.

## Competiții internaționale
Tradițional două echipe din Argentina au jucat în Copa Libertadores în fiecare an.Din 1987 CONMEBOL a făcut mai multe competiții care acum nu mai există ca: Supercopa, apoi Copa CONMEBOL și ultima Copa Mercosur toate fiind înlocuite de Copa Sudamericana acum.Numărul de echipe din Argentina care joacă acum în competiții internaționale s-a mărit la 5.

## Echipele campioane

### Era amatori
| Anul | Primul loc                  | Al doile loc                 | Al treilea loc/ Semi-finaliste        |
| ---- | --------------------------- | ---------------------------- | ------------------------------------- |
| 1891 | Saint Andrew's (13)         | Old Caledonians (13)         | BA&R Railway (7)                      |
| 1893 | Lomas Athletic (15)         | Flores Athletic (10)         | Quilmes Club (9)                      |
| 1894 | Lomas Athletic (18)         | Rosario Athletic (14)        | Flores Athletic (12)                  |
| 1895 | Lomas Athletic (18)         | Lomas Academy (13)           | Flores Athletic (12)                  |
| 1896 | Lomas Academy (12)          | Flores Athletic (10)         | Lomas Athletic (9)                    |
| 1897 | Lomas Athletic (20)         | Lanús Athletic (20)          | Belgrano Athletic (19)                |
| 1898 | Lomas Athletic (20)         | Lobos Athletic (20)          | Belgrano Athletic (17)                |
| 1899 | Belgrano Athletic (11)      | Lobos Athletic (9)           | Lomas Academy (3)                     |
| 1900 | English High School (11)    | Lomas Athletic (5)           | Belgrano Athletic (4)                 |
| 1901 | Alumni (12)                 | Belgrano Athletic (6)        | Quilmes (4)                           |
| 1902 | Alumni (15)                 | Barracas Athletic (10)       | Quilmes (7)                           |
| 1903 | Alumni (18)                 | Belgrano Athletic (15)       | Barracas Athletic (11)                |
| 1904 | Belgrano Athletic (19)      | Alumni (13)                  | Lomas Athletic (11)                   |
| 1905 | Alumni (21)                 | Belgrano Athletic (18)       | Estudiantes B.A. (17)                 |
| 1906 | Alumni                      | Lomas Athletic               | Quilmes (12) San Martín Athletic (12) |
| 1907 | Alumni (37)                 | Estudiantes B.A. (31)        | San Isidro (25)                       |
| 1908 | Belgrano Athletic (31)      | Alumni (27)                  | Argentino de Quilmes (25)             |
| 1909 | Alumni (32)                 | River Plate (24)             | Quilmes (20)                          |
| 1910 | Alumni (25)                 | Porteño (21)                 | Belgrano Athletic (19)                |
| 1911 | Alumni (23)                 | Porteño (23)                 | San Isidro (18)                       |
| 1912 | Quilmes (15)                | San Isidro (11)              | Racing (10)                           |
| 1913 | Racing                      | San Isidro                   | River Plate                           |
| 1914 | Racing (23)                 | Estudiantes B.A. (21)        | Boca Juniors (15)                     |
| 1915 | Racing (46)                 | San Isidro (46)              | River Plate (38)                      |
| 1916 | Racing (34)                 | Platense (30)                | River Plate (29)                      |
| 1917 | Racing (35)                 | River Plate (30)             | Huracán (28)                          |
| 1918 | Racing (36)                 | River Plate (25)             | Boca Juniors (24)                     |
| 1919 | Boca Juniors (14)           | Estudiantes de La Plata (7)  | Huracán (4)                           |
| 1920 | Boca Juniors (43)           | Banfield (31)                | Huracán (31)                          |
| 1921 | Huracán (31)                | Del Plata (28)               | Boca Juniors (25)                     |
| 1922 | Huracán (28)                | Sportivo Palermo (25)        | Boca Juniors (22)                     |
| 1923 | Boca Juniors (51)           | Huracán (51)                 | Sportivo Barracas (40)                |
| 1924 | Boca Juniors (37)           | Temperley (32)               | Dock Sud (29)                         |
| 1925 | Huracán (38)                | Nueva Chicago (38)           | El Porvenir (32)                      |
| 1926 | Boca Juniors (32)           | Argentinos Juniors (28)      | Huracán (24)                          |
| 1927 | San Lorenzo de Almagro (57) | Boca Juniors (56)            | Lanús (50)                            |
| 1928 | Huracán (58)                | Boca Juniors (57)            | Estudiantes de La Plata (53)          |
| 1929 | Gimnasia y Esgrima La Plata | Boca Juniors                 | River Plate                           |
| 1930 | Boca Juniors (61)           | Estudiantes de La Plata (56) | River Plate (52)                      |

### Era profesionistă
| Anul    | Primul loc                   | Al doile loc                     | Al treilea loc/ Semi-finaliste                   |
| ------- | ---------------------------- | -------------------------------- | ------------------------------------------------ |
| 1931    | Boca Juniors (50)            | San Lorenzo de Almagro (45)      | Estudiantes de La Plata (44)                     |
| 1932    | River Plate (50)             | Independiente (50)               | Racing (49)                                      |
| 1933    | San Lorenzo de Almagro (50)  | Boca Juniors (49)                | Racing (48)                                      |
| 1934    | Boca Juniors (55)            | Independiente (54)               | San Lorenzo de Almagro (51)                      |
| 1935    | Boca Juniors (58)            | Independiente (55)               | San Lorenzo de Almagro (49)                      |
| 1936    | River Plate                  | San Lorenzo de Almagro           | Boca Juniors (44)                                |
| 1937    | River Plate (58)             | Independiente (52)               | Boca Juniors (45)                                |
| 1938    | Independiente (53)           | River Plate (51)                 | San Lorenzo de Almagro (43)                      |
| 1939    | Independiente (56)           | River Plate (50)                 | Huracán (50)                                     |
| 1940    | Boca Juniors (55)            | Independiente (47)               | River Plate (42)                                 |
| 1941    | River Plate (44)             | San Lorenzo de Almagro (40)      | Newell's Old Boys (38)                           |
| 1942    | River Plate (46)             | San Lorenzo de Almagro (40)      | Huracán (37)                                     |
| 1943    | Boca Juniors (45)            | River Plate (44)                 | San Lorenzo de Almagro (35)                      |
| 1944    | Boca Juniors (46)            | River Plate (44)                 | Estudiantes de La Plata (39)                     |
| 1945    | River Plate (46)             | Boca Juniors (42)                | Independiente (41)                               |
| 1946    | San Lorenzo de Almagro (46)  | Boca Juniors (42)                | River Plate (41)                                 |
| 1947    | River Plate (48)             | Boca Juniors (42)                | Independiente (41)                               |
| 1948    | Independiente (41)           | River Plate (37)                 | Estudiantes de La Plata (36)                     |
| 1949    | Racing (49)                  | River Plate (43)                 | Platense (43)                                    |
| 1950    | Racing (47)                  | Boca Juniors (39)                | Independiente (39)                               |
| 1951    | Racing (44)                  | Banfield (44)                    | River Plate (43)                                 |
| 1952    | River Plate (40)             | Racing (39)                      | Independiente (35)                               |
| 1953    | River Plate (43)             | Vélez Sársfield (39)             | Racing (39)                                      |
| 1954    | Boca Juniors (45)            | Independiente (41)               | River Plate (38)                                 |
| 1955    | River Plate (45)             | Racing (38)                      | Boca Juniors (37)                                |
| 1956    | River Plate (43)             | Lanús (41)                       | Boca Juniors (40)                                |
| 1957    | River Plate (46)             | San Lorenzo de Almagro (38)      | Racing (36)                                      |
| 1958    | Racing (41)                  | Boca Juniors (38)                | San Lorenzo de Almagro (38)                      |
| 1959    | San Lorenzo de Almagro (45)  | Racing (38)                      | Independiente (33)                               |
| 1960    | Independiente (41)           | River Plate (39)                 | Argentinos Juniors (39)                          |
| 1961    | Racing (47)                  | San Lorenzo de Almagro (49)      | River Plate (38)                                 |
| 1962    | Boca Juniors (43)            | River Plate (41)                 | Gimnasia y Esgrima La Plata (38)                 |
| 1963    | Independiente (37)           | River Plate (35)                 | Racing (39)                                      |
| 1964    | Boca Juniors (44)            | Independiente (38)               | River Plate (37)                                 |
| 1965    | Boca Juniors (50)            | River Plate (49)                 | Vélez Sársfield (40)                             |
| 1966    | Racing (61)                  | River Plate (56)                 | Boca Juniors (48)                                |
| 1967M   | Estudiantes de La Plata      | Racing                           | Platense Independiente                           |
| 1967N   | Independiente (26)           | Estudiantes de La Plata (24)     | Vélez Sársfield (20)                             |
| 1968M   | San Lorenzo de Almagro       | Estudiantes de La Plata          | Vélez Sársfield River Plate                      |
| 1968N   | Vélez Sársfield (22)         | River Plate (22)                 | Racing (22)                                      |
| 1969M   | Chacarita Juniors            | River Plate                      | Racing Boca Juniors                              |
| 1969N   | Boca Juniors (29)            | River Plate (27)                 | San Lorenzo de Almagro (27)                      |
| 1970M   | Independiente (27)           | River Plate (27)                 | San Lorenzo de Almagro (25)                      |
| 1970N   | Boca Juniors                 | Rosario Central                  | Chacarita Juniors Gimnasia y Esgrima de La Plata |
| 1971M   | Independiente (50)           | Vélez Sársfield (49)             | Chacarita Juniors (46)                           |
| 1971N   | Rosario Central              | San Lorenzo de Almagro           | Independiente Newell's Old Boys                  |
| 1972M   | San Lorenzo de Almagro (49)  | Racing (43)                      | Huracán (40)                                     |
| 1972N   | San Lorenzo de Almagro       | River Plate                      | Boca Juniors                                     |
| 1973M   | Huracán (46)                 | Boca Juniors (42)                | San Lorenzo de Almagro (40)                      |
| 1973N   | Rosario Central              | River Plate                      | Atlanta                                          |
| 1974M   | Newell's Old Boys            | Rosario Central                  | Boca Juniors                                     |
| 1974N   | San Lorenzo de Almagro       | Rosario Central                  | Vélez Sársfield                                  |
| 1975M   | River Plate (55)             | Huracán (51)                     | Boca Juniors (50)                                |
| 1975N   | River Plate                  | Estudiantes de La Plata          | San Lorenzo de Almagro                           |
| 1976M   | Boca Juniors                 | Huracán                          | Estudiantes de La Plata                          |
| 1976N   | Boca Juniors                 | River Plate                      | Huracán Talleres                                 |
| 1977M   | River Plate (63)             | Independiente (61)               | Vélez Sársfield (56)                             |
| 1977N   | Independiente                | Talleres                         | Estudiantes de La Plata Newell's Old Boys        |
| 1978M   | Quilmes (54)                 | Boca Juniors (53)                | Unión (52)                                       |
| 1978N   | Independiente                | River Plate                      | Unión Talleres                                   |
| 1979M   | River Plate                  | Vélez Sársfield                  | Rosario Central Independiente                    |
| 1979N   | River Plate                  | Unión                            | Rosario Central Atlético Tucumán                 |
| 1980M   | River Plate (51)             | Argentinos Juniors (42)          | Talleres (41)                                    |
| 1980N   | Rosario Central              | Racing de Córdoba                | Newell's Old Boys Independiente                  |
| 1981M   | Boca Juniors (50)            | Ferro Carril Oeste (49)          | Newell's Old Boys (39)                           |
| 1981N   | River Plate                  | Ferro Carril Oeste               | Independiente Vélez Sársfield                    |
| 1982N   | Ferro Carril Oeste           | Quilmes                          | Talleres Estudiantes de La Plata                 |
| 1982M   | Estudiantes de La Plata (54) | Independiente (52)               | Boca Juniors (48)                                |
| 1983N   | Estudiantes de La Plata      | Independiente                    | Argentinos Juniors Temperley                     |
| 1983M   | Independiente (48)           | San Lorenzo de Almagro (47)      | Ferro Carril Oeste (46)                          |
| 1984N   | Ferro Carril Oeste           | River Plate                      | San Lorenzo de Almagro Talleres                  |
| 1984M   | Argentinos Juniors (51)      | Ferro Carril Oeste (50)          | Estudiantes de La Plata (48)                     |
| 1985N   | Argentinos Juniors           | Vélez Sársfield                  | River Plate                                      |
| 1985-86 | River Plate (56)             | Newell's Old Boys (46)           | Deportivo Español (46)                           |
| 1986-87 | Rosario Central (49)         | Newell's Old Boys (48)           | Independiente (47)                               |
| 1987-88 | Newell's Old Boys (55)       | San Lorenzo de Almagro (49)      | Racing (48)                                      |
| 1988-89 | Independiente (84)           | Boca Juniors (76)                | Deportivo Español (68)                           |
| 1989-90 | River Plate (53)             | Independiente (46)               | Boca Juniors (43)                                |
| 1990-91 | Newell's Old Boys1           | Boca Juniors                     | -                                                |
| 1991A   | River Plate (31)             | Boca Juniors (24)                | San Lorenzo de Almagro (22)                      |
| 1992C   | Newell's Old Boys (29)       | Vélez Sársfield (27)             | Deportivo Español (27)                           |
| 1992A   | Boca Juniors (27)            | River Plate (23)                 | San Lorenzo de Almagro (23)                      |
| 1993C   | Vélez Sársfield (27)         | Independiente (24)               | River Plate (23)                                 |
| 1993A   | River Plate (24)             | Vélez Sársfield (23)             | Racing (23)                                      |
| 1994C   | Independiente (26)           | Huracán (25)                     | Rosario Central (23)                             |
| 1994A   | River Plate (31)             | San Lorenzo de Almagro (26)      | Vélez Sársfield (24)                             |
| 1995C   | San Lorenzo de Almagro (30)  | Gimnasia y Esgrima La Plata (29) | Vélez Sársfield (28)                             |
| 1995A   | Vélez Sársfield (41)         | Racing (35)                      | Lanús (35)                                       |
| 1996C   | Vélez Sársfield (40)         | Gimnasia y Esgrima La Plata (39) | Lanús (34)                                       |
| 1996A   | River Plate (46)             | Independiente (37)               | Lanús (37)                                       |
| 1997C   | River Plate (41)             | Colón (35)                       | Newell's Old Boys (35)                           |
| 1997A   | River Plate (45)             | Boca Juniors (44)                | Rosario Central (35)                             |
| 1998C   | Vélez Sársfield (46)         | Lanús (40)                       | Gimnasia y Esgrima La Plata (37)                 |
| 1998A   | Boca Juniors (45)            | Gimnasia y Esgrima La Plata (36) | Racing (33)                                      |
| 1999C   | Boca Juniors (44)            | River Plate (37)                 | San Lorenzo de Almagro (36)                      |
| 1999A   | River Plate (44)             | Rosario Central (43)             | Boca Juniors (41)                                |
| 2000C   | River Plate (42)             | Independiente (36)               | Colón (36)                                       |
| 2000A   | Boca Juniors (41)            | River Plate (37)                 | Gimnasia y Esgrima La Plata (37)                 |
| 2001C   | San Lorenzo de Almagro (47)  | River Plate (41)                 | Boca Juniors (30)                                |
| 2001A   | Racing (42)                  | River Plate (41)                 | Boca Juniors (33)                                |
| 2002C   | River Plate (43)             | Gimnasia y Esgrima La Plata (37) | Boca Juniors (35)                                |
| 2002A   | Independiente (43)           | Boca Juniors (40)                | River Plate (36)                                 |
| 2003C   | River Plate (43)             | Boca Juniors (39)                | Vélez Sársfield (38)                             |
| 2003A   | Boca Juniors (39)            | San Lorenzo de Almagro (36)      | Banfield (32)                                    |
| 2004C   | River Plate (40)             | Boca Juniors (36)                | Talleres (35)                                    |
| 2004A   | Newell's Old Boys (36)       | Vélez Sársfield (34)             | River Plate (33)                                 |
| 2005C   | Vélez Sársfield (39)         | Banfield (33)                    | Racing (32)                                      |
| 2005A   | Boca Juniors (40)            | Gimnasia y Esgrima La Plata (37) | Vélez Sársfield (33)                             |
| 2006C   | Boca Juniors (43)            | Lanús (35)                       | River Plate (34)                                 |
| 2006A   | Estudiantes de La Plata (44) | Boca Juniors (44)                | River Plate (38)                                 |
| 2007C   | San Lorenzo de Almagro (45)  | Boca Juniors (39)                | Estudiantes de La Plata (37)                     |
| 2007A   | Lanús (38)                   | Tigre (34)                       | Banfield (32)                                    |
| 2008C   | River Plate (43)             | Boca Juniors (39)                | Estudiantes de La Plata (39)                     |
| 2008A   | Boca Juniors (42)            | Tigre (39)                       | San Lorenzo de Almagro (39)                      |
| 2009C   | Vélez Sársfield (40)         | Huracán (38)                     | Lanús (38)                                       |
| 2009A   | Banfield (41)                | Newell's Old Boys (39)           | Colon (34)                                       |
| 2010C   | Argentinos Juniors (41)      | Estudiantes de La Plata (40)     | Godoy Cruz (37)                                  |
| 2010A   | Estudiantes de La Plata (45) | Vélez Sársfield (43)             | Arsenal de Sarandí (32)                          |
| 2011C   | Vélez Sarsfield (39)         | Lanús (35)                       | Godoy Cruz (34)                                  |
| 2011A   | Boca Juniors (43)            | Racing (31)                      | Vélez Sarsfield (31)                             |
| 2012C   | Arsenal de Sarandí (38)      | Club Atlético Tigre (36)         | Vélez Sarsfield (33)                             |
| 2012I   | Vélez Sarsfield (41)         | Newell's Old Boys (36)           | Club Atlético Belgrano (36)                      |
| 2013F   | Newell's Old Boys (38)       | River Plate (35)                 | Lanús (33)                                       |
| 2013I   | San Lorenzo de Almagro (33)  | Lanús (31)                       | Velez Sarsfield (31)                             |
| 2014F   | River Plate (37)             | Boca Juniors (32)                | Estudiantes de La Plata (32)                     |
| 2014T   | Racing Club (41)             | River Plate (39)                 | Lanús (35)                                       |
| 2015    | Boca Juniors (64)            | San Lorenzo de Almagro (61)      | Rosario Central (59)                             |
| 2016T   | Lanús                        | San Lorenzo de Almagro           | Estudiantes de La Plata                          |
| 2016/17 | Boca Juniors (63)            | River Plate (56)                 | Estudiantes de La Plata (56)                     |
| 2017/18 | Boca Juniors (58)            | Godoy Cruz (56)                  | San Lorenzo de Almagro (50)                      |

## Statistica clasărilor pe primele trei locuri
| Club                        | Campioni | Locul doi | Locul trei/ Semi-finală |
| --------------------------- | -------- | --------- | ----------------------- |
| River Plate                 | 34       | 31        | 18                      |
| Boca Juniors                | 33       | 22        | 19                      |
| Independiente               | 14       | 14        | 11                      |
| Racing                      | 14       | 7         | 11                      |
| San Lorenzo de Almagro      | 12       | 13        | 15                      |
| Vélez Sársfield             | 9        | 8         | 13                      |
| Alumni                      | 9        | 2         | 0                       |
| Newell's Old Boys           | 6        | 4         | 6                       |
| Estudiantes de La Plata     | 5        | 6         | 13                      |
| Huracán                     | 5        | 5         | 8                       |
| Lomas Athletic              | 5        | 2         | 2                       |
| Rosario Central             | 4        | 4         | 5                       |
| Argentinos Juniors          | 3        | 2         | 2                       |
| Lanús                       | 2        | 5         | 7                       |
| Ferro Carril Oeste          | 2        | 3         | 1                       |
| Quilmes                     | 2        | 1         | 4                       |
| Banfield                    | 1        | 2         | 2                       |
| Chacarita Juniors           | 1        | 0         | 2                       |
| Arsenal de Sarandí          | 1        | 0         | 1                       |
| Gimnasia y Esgrima La Plata | 0        | 5         | 4                       |
| Tigre                       | 0        | 3         | 0                       |
| Talleres                    | 0        | 1         | 6                       |
| Unión                       | 0        | 1         | 2                       |
| Colón                       | 0        | 1         | 2                       |
| Racing de Córdoba           | 0        | 1         | 0                       |
| Deportivo Español           | 0        | 0         | 3                       |
| Godoy Cruz                  | 0        | 0         | 2                       |
| Platense                    | 0        | 0         | 2                       |
| Belgrano                    | 0        | 0         | 1                       |
| Atlanta                     | 0        | 0         | 1                       |
| Atlético Tucumán            | 0        | 0         | 1                       |
| Temperley                   | 0        | 0         | 1                       |

## Golgheteri
Cei mai buni cinci marcatori din istoria primei divizii Argentiniene sunt Arsenio Erico și Angel Labruna amândoi cu 293 de goluri.Oricum Arsenio Erico are un procentaj mai bun înscriind 293 de goluri în 332 meciuri în comparație cu Angel Labruna care are marcate 293 goluri în 512 meciuri.Majoritate jucătorilor de pe tabel sunt de mai devreme de 1970 singurul jucător contemporan fiind Martin Palermo care a jucat la Estudiantes și la Boca în Primera División.

## Cluburile Argentiniene în competițiile internaționale actuale

### Copa Libertadores
| Club Sportiv      | Campioni | Anii în care au câștigat                 | Finaliști | Anii în care au pierdut            | Total finale |
| ----------------- | -------- | ---------------------------------------- | --------- | ---------------------------------- | ------------ |
| Independiente     | 7        | 1964, 1965, 1972, 1973, 1974, 1975, 1984 | –         |                                    | 7            |
| Boca Juniors      | 6        | 1977, 1978, 2000, 2001, 2003, 2007       | 6         | 1963, 1979, 2004, 2012, 2018, 2023 | 12           |
| River Plate       | 4        | 1986, 1996, 2015, 2018                   | 3         | 1966, 1976, 2019                   | 7            |
| Estudiantes       | 4        | 1968, 1969, 1970, 2009                   | 1         | 1971                               | 5            |
| Racing Club       | 1        | 1967                                     | –         |                                    | 1            |
| Argentinos        | 1        | 1985                                     | –         |                                    | 1            |
| Vélez Sársfield   | 1        | 1994                                     | –         |                                    | 1            |
| San Lorenzo       | 1        | 2014                                     | –         |                                    | 1            |
| Newell's Old Boys | –        |                                          | 2         | 1988, 1992                         | 2            |
| Lanús             | –        |                                          | 1         | 2017                               | 1            |

### Copa Sudamericana
| Club Sportiv    | Campioni | Anii în care au câștigat | Finaliști | Anii în care au pierdut | Total finale |
| --------------- | -------- | ------------------------ | --------- | ----------------------- | ------------ |
| Boca Juniors    | 2        | 2004, 2005               | –         |                         | 2            |
| Independiente   | 2        | 2010, 2017               | –         |                         | 2            |
| Lanús           | 1        | 2013                     | 1         | 2020                    | 2            |
| River Plate     | 1        | 2014                     | 1         | 2003                    | 2            |
| San Lorenzo     | 1        | 2002                     | –         |                         | 1            |
| Arsenal Sarandí | 1        | 2007                     | –         |                         | 1            |
| Defensa⁠(d)      | 1        | 2020                     | –         |                         | 1            |
| Racing Club     | 1        | 2024                     | –         |                         | 1            |
| Estudiantes     | –        |                          | 1         | 2008                    | 1            |
| Tigre           | –        |                          | 1         | 2012                    | 1            |
| Huracán         | –        |                          | 1         | 2015                    | 1            |
| Colón           | –        |                          | 1         | 2019                    | 1            |

### Recopa Sudamericana
| Club Sportiv    | Campioni | Anii în care au câștigat | Finaliști | Anii în care au pierdut | Total finale |
| --------------- | -------- | ------------------------ | --------- | ----------------------- | ------------ |
| Boca Juniors    | 4        | 1990, 2005, 2006, 2008   | 1         | 2004                    | 5            |
| River Plate     | 3        | 2015, 2016, 2019         | 2         | 1997, 1998              | 5            |
| Independiente   | 1        | 1995                     | 3         | 1996, 2011, 2018        | 4            |
| Vélez Sársfield | 1        | 1997                     | 1         | 1995                    | 2            |
| Defensa⁠(d)      | 1        | 2021                     | –         |                         | 1            |
| San Lorenzo     | –        |                          | 2         | 2003, 2015              | 2            |
| Racing Club     | –        |                          | 1         | 1989                    | 1            |
| Arsenal Sarandí | –        |                          | 1         | 2008                    | 1            |
| Estudiantes     | –        |                          | 1         | 2010                    | 1            |
| Lanús           | –        |                          | 1         | 2014                    | 1            |